# Лейкшор-Гарденс-Гідден-Ейкерс (Техас)
Лейкшор-Гарденс-Гідден-Ейкерс (англ. Lakeshore Gardens-Hidden Acres) — переписна місцевість (CDP) в США, в окрузі Сан-Патрисіо штату Техас. Населення — 637 осіб (2020).

## Географія
Лейкшор-Гарденс-Гідден-Ейкерс розташований за координатами 28°7′37″ пн. ш. 97°52′11″ зх. д. / 28.12694° пн. ш. 97.86972° зх. д. (28.126974, -97.869792).  За даними Бюро перепису населення США в 2010 році переписна місцевість мала площу 8,12 км², з яких 5,28 км² — суходіл та 2,84 км² — водойми.

## Демографія
Згідно з переписом 2010 року, у переписній місцевості мешкали 504 особи в 204 домогосподарствах у складі 148 родин. Густота населення становила 62 особи/км².  Було 303 помешкання (37/км²).
Расовий склад населення:
| - 93,1 % — білих - 0,4 % — корінних американців - 0,4 % — азіатів - 5,8 % — осіб інших рас |

До двох чи більше рас належало 0,4 %. Частка іспаномовних становила 44,6 % від усіх жителів.
За віковим діапазоном населення розподілялося таким чином: 16,9 % — особи молодші 18 років, 60,9 % — особи у віці 18—64 років, 22,2 % — особи у віці 65 років та старші. Медіана віку мешканця становила 48,4 року. На 100 осіб жіночої статі у переписній місцевості припадало 96,9 чоловіків;  на 100 жінок у віці від 18 років та старших — 97,6 чоловіків також старших 18 років.
За межею бідності перебувало 35,1 % осіб, у тому числі 62,7 % дітей у віці до 18 років та 0,0 % осіб у віці 65 років та старших.
Цивільне працевлаштоване населення становило 272 особи. Основні галузі зайнятості: сільське господарство, лісництво, риболовля — 27,9 %, будівництво — 22,8 %, освіта, охорона здоров'я та соціальна допомога — 17,6 %.